# Чан Чан
Чан Чан (на испански: Chan Chan), най-големият град от времето преди идването на Колумб в Южна Америка, е археологически обект в Перу, който се намира в района Ла Либертад на около 5 km западно от Трухильо.
Градът е построен от народа на Чиму около 850 г. и функционира до завладяването му от Инките през 1470 г. Чан Чан е бил столица на империята и в него са живели около 30 000 жители.

## ЮНЕСКО
На 28 ноември на 1986 г. Чан Чан става част от списъка на световното културно наследство на ЮНЕСКО.
Градът е силно застрашен от бури, причинени от явлението Ел Ниньо, които водят до тежки дъждове и наводнения на перуанския бряг. Чан Чан се намира в плодовит регион, богат на вода. Освен наводненията, развалините са претърпели щети от земетресения и крадци.

## История
Първите проучвания в района, през 1969 г., са водени от археолозите Майкъл E. Моусли и Карол Маки от Университета в Харвард.
Империята Чиму достига своя разцвет през 15 век, малко преди идването на инките през 1470 г. Около 60 години по-късно, испанските конкистадори, приветствани от народа на Чиму, основават нова столица на 5 km от Чан Чан, на която през 1535 г. е дадено името на родния град на Писаро – Трухильо. Мястото, на което се намира Чан Чан, е изоставено.
Според археолозите цивилизацията Чиму заменя културата Моче по тези места около 1200 г. В тази суха зона на реката, Чиму изграждат сложна система за напояване и за снабдяване на целия регион с вода.

## Архитектура
Това, което прави впечатление на всички посетители, са размерите на Чан Чан – заема площ от 20 km², от които 6 km² – градски център. Тази зона се състои от девет големи правоъгълни постройки, оградени с високи, дебели глинени стени, известни като „крепости“ или „дворци“. Всеки един от тези „дворци“ образува независима градска единица, която се състои от няколко помещения. Сред тях са храмове, жилища, складове, кухни, резервоари, овощни градини, градини, погребални платформи, гробища и др. Стените са от кирпич, декорирани с различни фризове, съдържащи абстрактни, антропоморфни и зооморфни мотиви. Всичко това допринася за изключителния блясък на тези големи масиви от руини.
Извън тези девет правоъгълни единици са намерени четири промишлени сектора на запад и на юг. Основните дейности са дървообработване, тъкане и обработка на злато и сребро. Земите на юг изглежда са били използвани за земеделие, за което свидетелстват останките от напоителната система, но в същото време там са открити и много храмове.

## Галерия
- Руини в Чан Чан
- Релефи на риби в главния комплекс
- Стена на главния площад
- Резби на пеликани
- Резби в Чан Чан
- Руини от крепостта
- Воден резервоар